# Ferran Alsina
Ferran Alsina i Parellada (Barcelona 1861-ib. 1907) fue un industrial y economista español. 
Ocupó altos cargos en la fábrica de la familia Güell; se asoció con Eusebi Güell y se le atribuye el diseño de la fábrica textil de la colonia Güell. Fundó su propia fábrica, y también estableció en Barcelona el Museo de Física Experimental «La Mentora». 
Sus desacuerdos con Valentín Almirall le impulsaron a ser uno de los miembros de la escisión conservadora del Centre Català que, en 1887, formarían la Lliga de Catalunya. 
Desarrolló un importante papel en la asamblea de la Unió Catalanista de Manresa de 1892 dónde, como delegado por Barcelona, realizó un discurso eminentemente proteccionista, aunque en el mismo también se manifestó pidiendo la reforma del sistema tributario. En la asamblea de la Unión Catalanista de Reus (1893) presentó la ponencia sobre tributos y reclamó la descentralización administrativa y económica.

## Obras
- Criteri econòmic general catalanista (Criterio económico general catalanista)
- Noves científiques